# Kampung Jawa Dalam
Kampung Jawa Dalam is een bestuurslaag in het regentschap Lebong van de provincie Bengkulu, Indonesië. Kampung Jawa Dalam telt 685 inwoners (volkstelling 2010).